# Kaffetjärnen (Arvidsjaurs socken, Lappland)
Kaffetjärnen är en sjö i Arvidsjaurs kommun i Lappland och ingår i Byskeälvens huvudavrinningsområde.